# Cephaloziella arctica
Cephaloziella arctica là một loài rêu trong họ Cephaloziellaceae. Loài này được Bryhn & Douin mô tả khoa học đầu tiên năm 1913.